# 1011 TCN
1011 TCN là một năm trong lịch La Mã.